# Eduard Linse

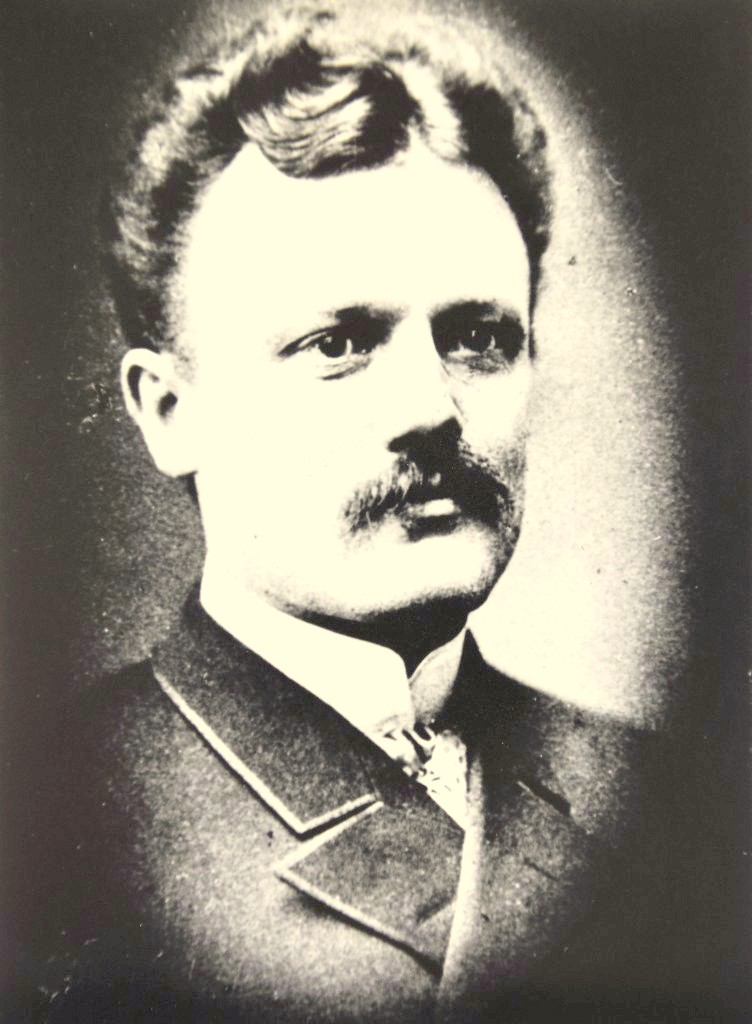
Eduard Linse vor 1900

Eduard Linse (* 15. Juli 1848 in Kohlscheid; † 8. Dezember 1902 in Aachen) war ein deutscher Architekt des Historismus.

## Leben und Wirken
Der Aachener Architekt Eduard Linse war im 19. Jahrhundert überwiegend in Aachen im Profan-, Sakral-, Verwaltungs- und Kurhausbau tätig. Seine Werke sind Auftragsbauten und Zeitzeugnisse des Historismus. In den Jahren 1870/1871 nahm er an einem „Jahreskurs an der polytechnischen Schule in Aachen“ teil. Im Sommersemester 1872 wurde er bei der Landsmannschaft Teutonia, dem späteren Corps Teutonia-Hercynia Braunschweig recipiert. Linse verlegte sein Architekturbüro am 1. Juli 1887 von der Kaiserallee (heutige Oppenhoffallee) 6 in Burtscheid in sein Wohn- und Geschäftshaus in der Bismarckstraße 65.
Eduard Linse erbaute die neogotisch-neoromanische St.-Jakob-Kirche nach den Plänen von Heinrich Wiethase und angelehnt an den rheinischen Übergangsstil von der Romanik zur Gotik. Das heutige Suermondt-Ludwig-Museum, die Villa Cassalette, benannt nach dem Bauherrn Eduard Cassalette, dem Enkel des Gründers der Aachener Kratzenfabrik Cassalette, Peter Joseph Cassalette, erbaute Linse zwischen 1883 und 1888 im historistischen Stil des Neumanierismus. Für die äußere Gestaltung übernahm er die Fassade der Biblioteca Marciana in Venedig. Zwölf Jahre später gestaltete er einen ähnlichen Komplex mit drei Geschossen, aber sechs Achsen in neobarockem Stil. Das Bankhaus Suermondt legte er symmetrisch mit spiegelbildlicher Kutscheneinfahrt an.
Charakteristisch für Linses Wohnbauten sind rustizierte Erdgeschosse mit der sich darüber anschließenden Beletage. Die Zierelemente waren per Katalog bestellbar. Mit seinem Burtscheider Kurhaus setzte Linse ein zeitgenössisches Pendant zu der von Jakob Couven errichteten Neuen Redoute in der Aachener Innenstadt.
Neben seinen beruflichen Verpflichtungen förderte Linse auf vielfältige Weise das Aachener Musikwesen. Er war Mitglied des Rheinischen Musikfestivals, des städtischen Musik- und Theaterausschusses, der Erholungs-Gesellschaft Aachen 1837 und Vorsitzender des Instrumental-Vereins. Vor der Eingemeindung nach Aachen war Linse in Burtscheid auch Stadtverordneter.
Am 8. Dezember 1902 verstarb Eduard Linse infolge eines Schlaganfalls im Alter von nur 54 Jahren. Seine Beerdigung fand drei Tage später statt.

## Bauten und Entwürfe (Auswahl)

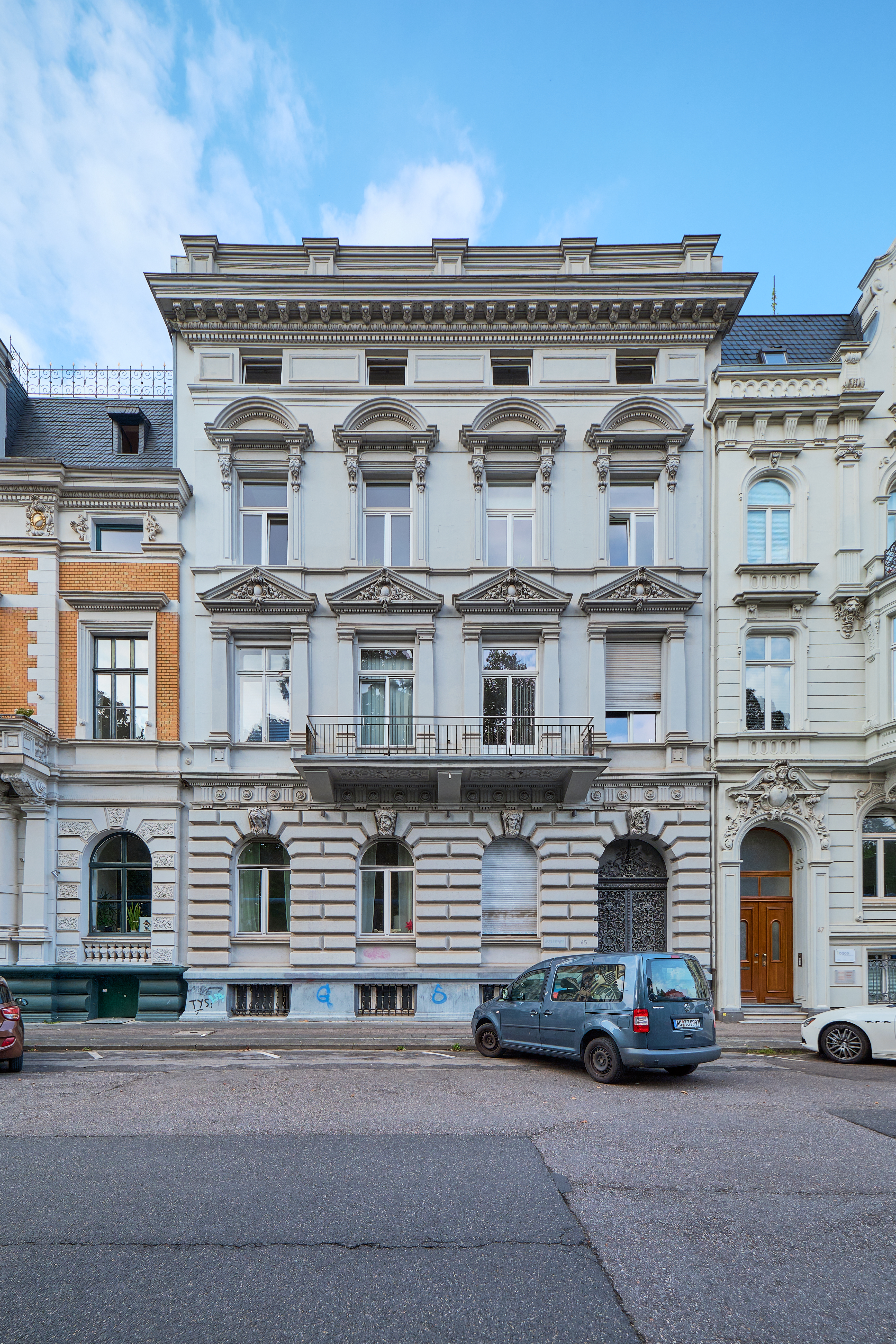
Bismarckstraße 65

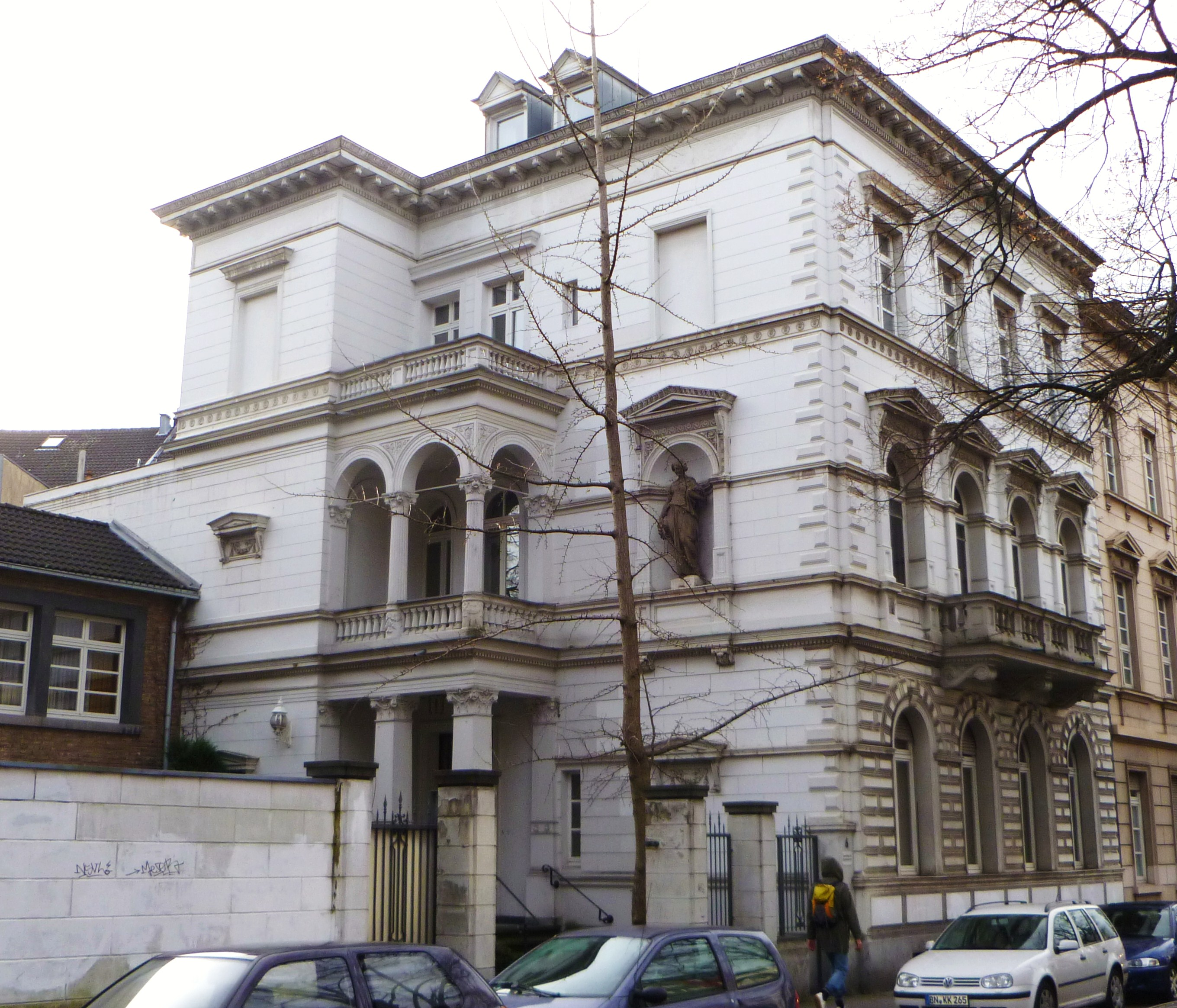
Oppenhoffallee 6

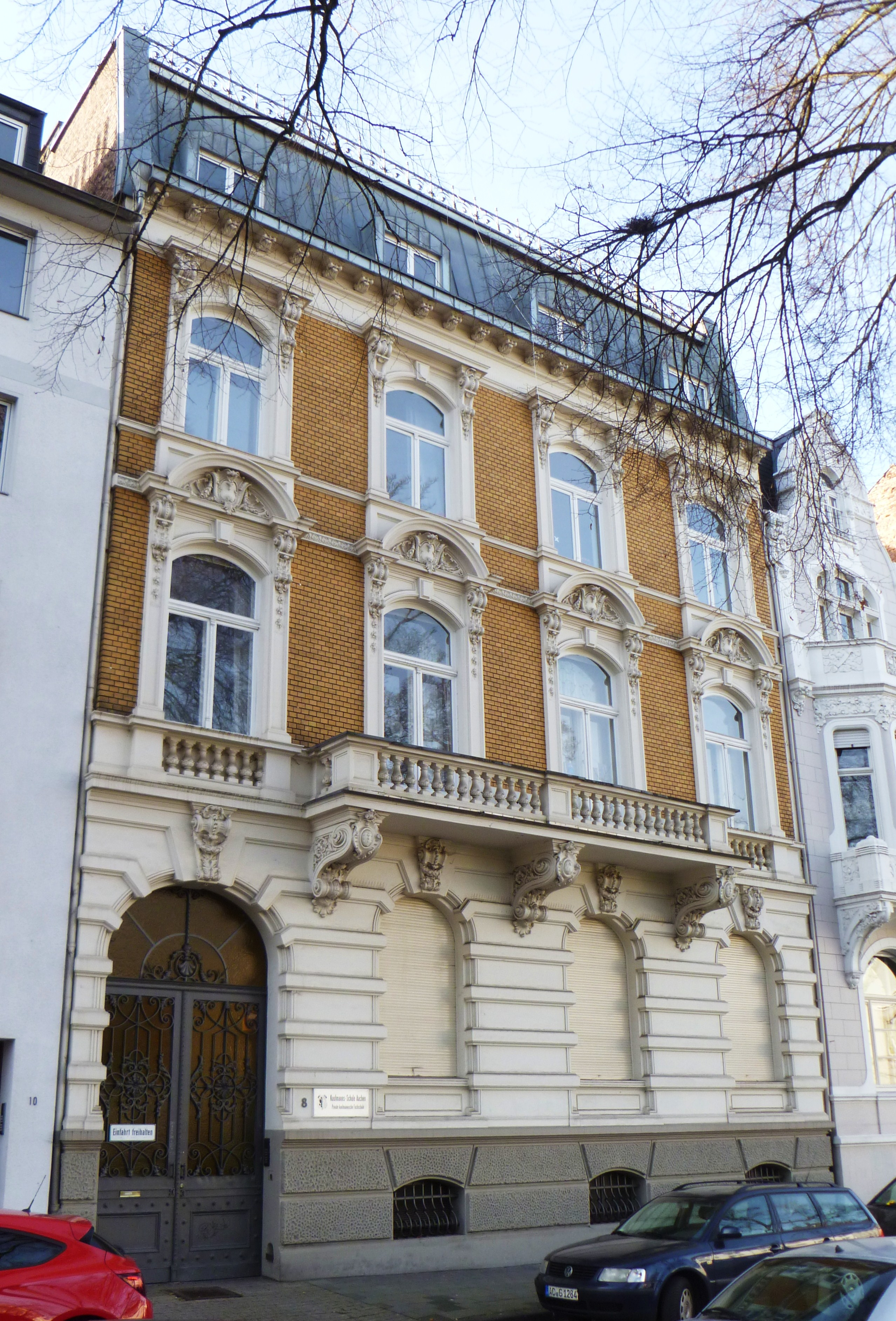
Rehmannstraße 8

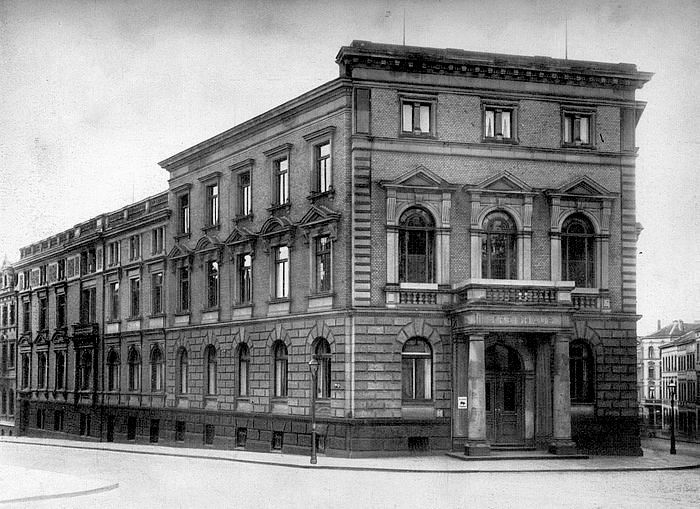
Ehem. Landratsamt Aachen-Burtscheid

- 1877: Erneuerung der Süd- und Westfassaden der Kirche St. Nikolaus in Aachen
- 1877/1886: Kirche St. Jakob in Aachen, Jakobstraße (Entwurf von Heinrich Wiethase)
- 1880–1881: Villa Waldthausen in Aachen, Boxgraben 33 (nicht erhalten)
- 1882: Villa Weyenberg in Aachen (1974 abgebrochen)
- 1883–1884: Villa Magery in Aachen in der damaligen Cockerillstraße und heutigen Stolberger Straße 204

Dreiachsige und viergeschossige, freistehende Villa im Stil der französischen Neorenaissance für den Generaldirektor des Aachener Hütten-Aktien-Vereins Rothe Erde, Jules Magery (1840–1907); im Zweiten Weltkrieg zerstört, später abgebrochen und an ihrer Stelle das Geschwister-Scholl-Gymnasium Aachen erbaut
- 1883–1888: Stadtpalais Villa Cassalette in Aachen, Wilhelmstraße 18
- 1887: eigenes Wohn- und Atelierhaus in Aachen, Bismarckstraße 65

„1875: 3geschossige Halbvilla in 4 Achsen, im 1. OG ein 2achsiger Mittelbalkon, verputzt mit Neurenaissance-Schmuckformen; seitl. mit Figurennische und überecktem Eingang“
- um 1887 Stadtpalais Oppenhoffallee 6 in Aachen für den Hofrat Friedrich Adolph Brüggemann

im Stil des Neoklassizismus mit Renaissance-Dekor und eines seitlichen Eingangs mit Loggia
- 1887: Stadtpalais Oppenhoffallee 18 in Aachen[10]
- 1887–1888: Augenheilanstalt in Aachen, Stephanstraße 16–20
- 1888: Wohnhaus Bismarckstraße 69 in Aachen (zugeschrieben)

„1888 (E. Linse?): 3 1/2 Geschosse in nicht durchgezogenen Achsen, rechts die Eingangsachse betont und risalitartig vorgezogen, Klinker-Putz-Fassade in Neurenaissance-Schmuckformen“
- 1889: Augenklinik des Marienhospitals in Burtscheid
- 1889: Kurhaus in Burtscheid[12]

Linse integrierte den 1853–1855 von Stadtbaumeister Friedrich Joseph Ark errichteten Trinkbrunnen mit Wandelhalle, den Viktoriabrunnen. Das Kurhaus wurde 1944 in großen Teilen zerstört und im Zuge der Neuanlage des Burtscheider Kurparks und des Neubaus der Kurparkterrassen 1961 niedergelegt.
- 1889–1890: Wohnhaus van Rath in Köln
- 1891: Wohnhaus Bismarckstraße 67 in Aachen (zugeschrieben)

„1891 (E. Linse?): dreigeschossig in zwei Achsen, die rechte Achse verbreitert und durch Erker mit Balkon und dem Dach vorgeblendetem Volutengiebel betont; Fassade verputzt mit neubarocken Schmuckformen“
- 1890–1892: Ehemaliges Landratsamt in Aachen-Burtscheid; Zollernstraße 10[14]
- 1892: Stadtpalais Charlier in Aachen, Rehmannstraße 8 in Aachen[15]
- 1896–1897: Villa Erica in Aachen, I. Rote-Haag-Weg 64 für den Nadelfabrikant Carl Seyler[16]
- 1897: Portierhaus zur Villa Erica, Rote-Haag-Weg 56;[17]
- 1900: Bankhaus Suermondt; später Direktionsgebäude der Aachen-Leipziger Versicherungs-Gesellschaft; 1984 Geschäftshaus der Vereinigten Aachen-Berlinischen Versicherung AG in Aachen, Theaterstraße 9[18]

Das Gebäude steht teilweise unter Denkmalschutz. Unter dem linken Balkon befindet sich die Inschrift: „Erbaut im Jahre 1900.“ unter dem rechten: „Eduard Linse Architect“."
- 1902: Verwaltungsgebäude für den Verein für die bergbaulichen Interessen im Oberbergamtsbezirk Dortmund in Essen, Friedrichstraße 2 / Bismarckstraße (im Zweiten Weltkrieg stark beschädigt, 1961 abgerissen)[20]
- 1903: Wohnhaus Oppenhoffallee 97 in Aachen

„1903 (E. Linse): dreigeschossig in drei Achsen mit einem vorgeblendeten Schweifgiebel über die ganze Fassade, im 1. OG ein dreiachsiger Balkon im 2. OG ein Mittelbalkon; Fassade verputzt mit neobarocken Schmuckormen“
- mehrere Wohnbauten im Frankenberger Viertel in Aachen[22]

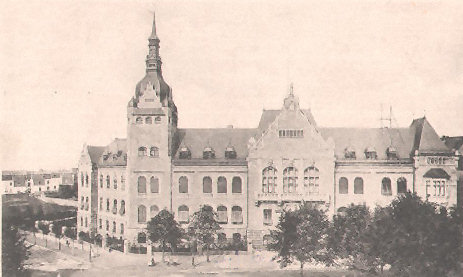
Verwaltungsgebäude für den Bergbau-Verein Essen
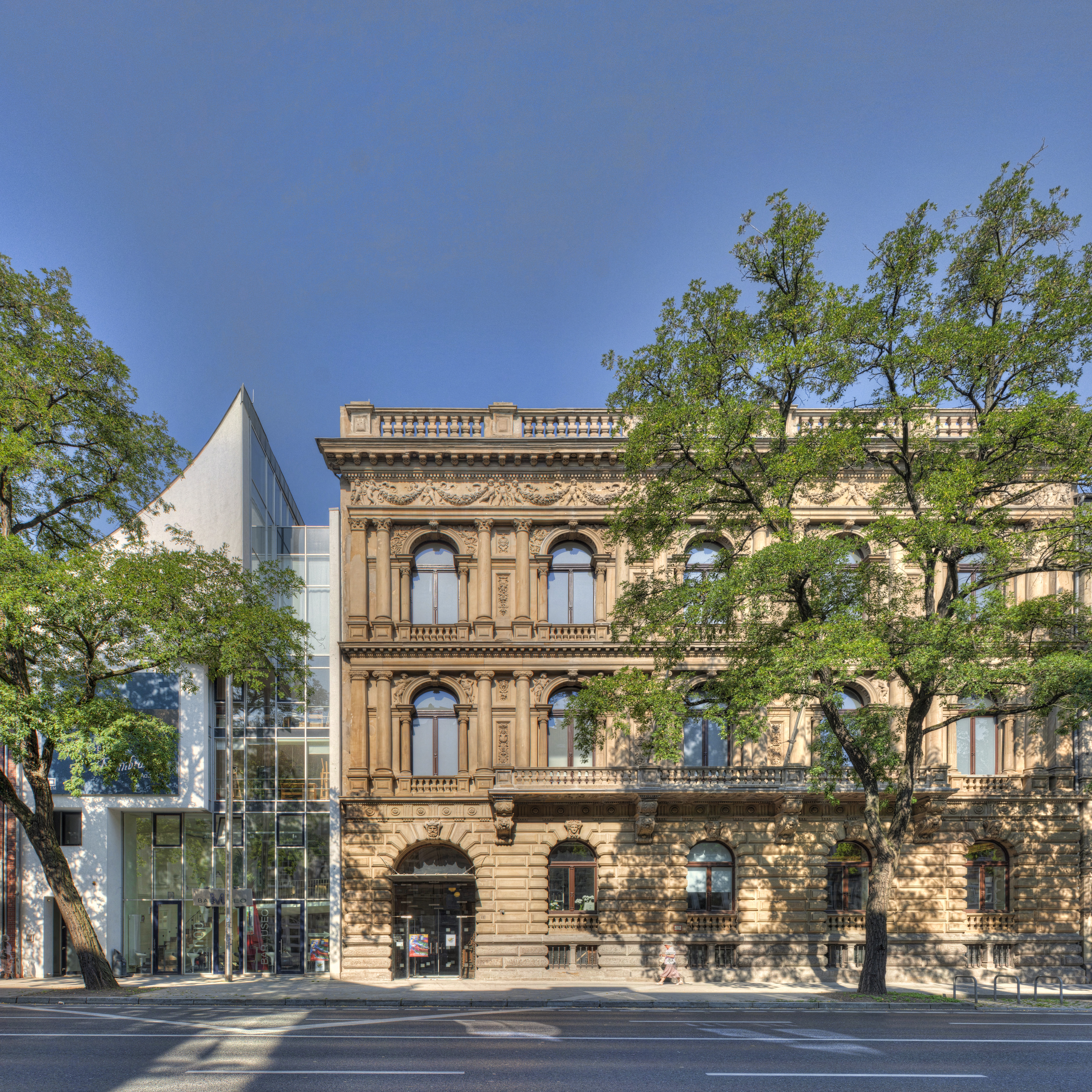
Villa Cassalette, heute Suermondt-Ludwig-Museum
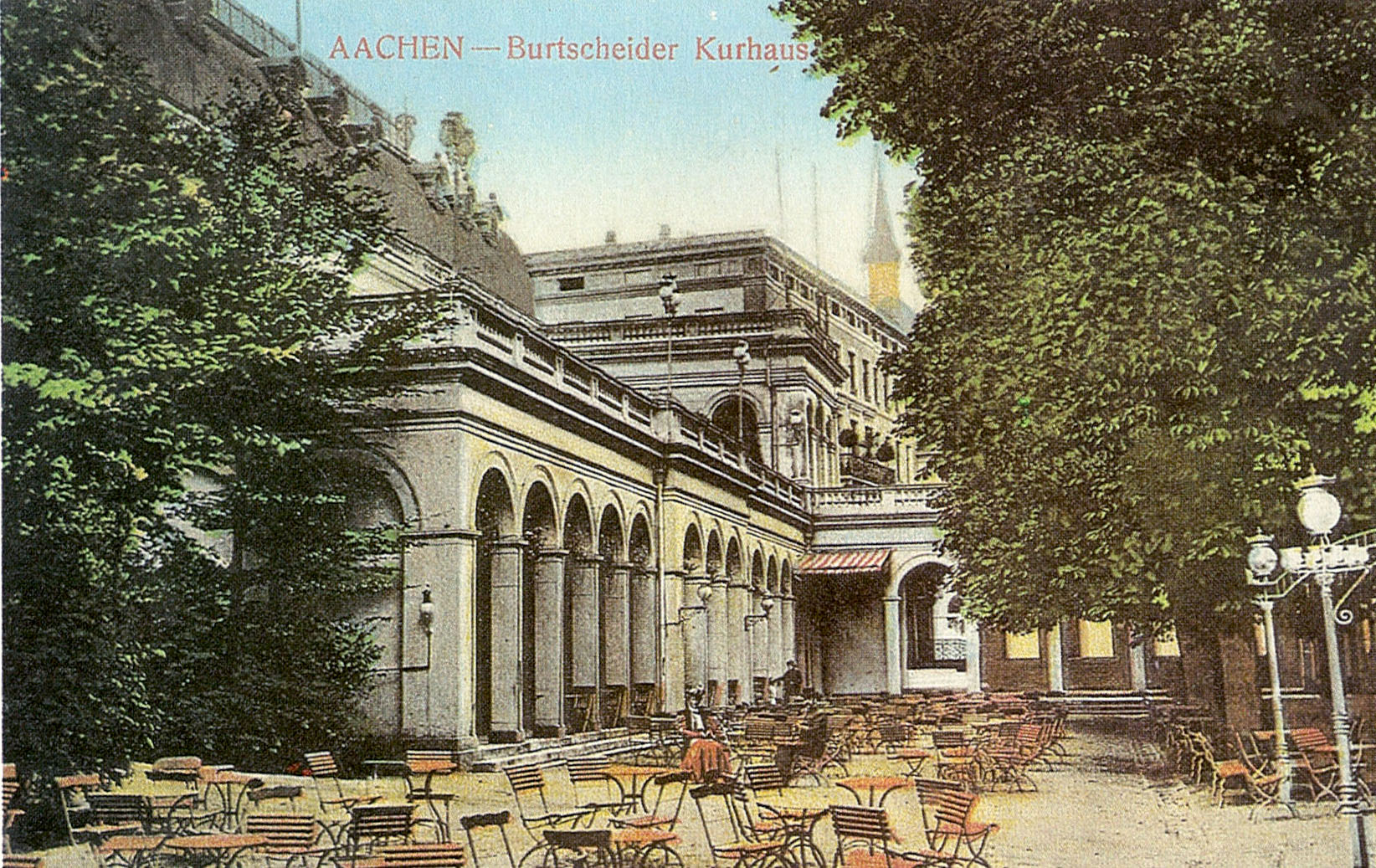
Burtscheider Kurhaus
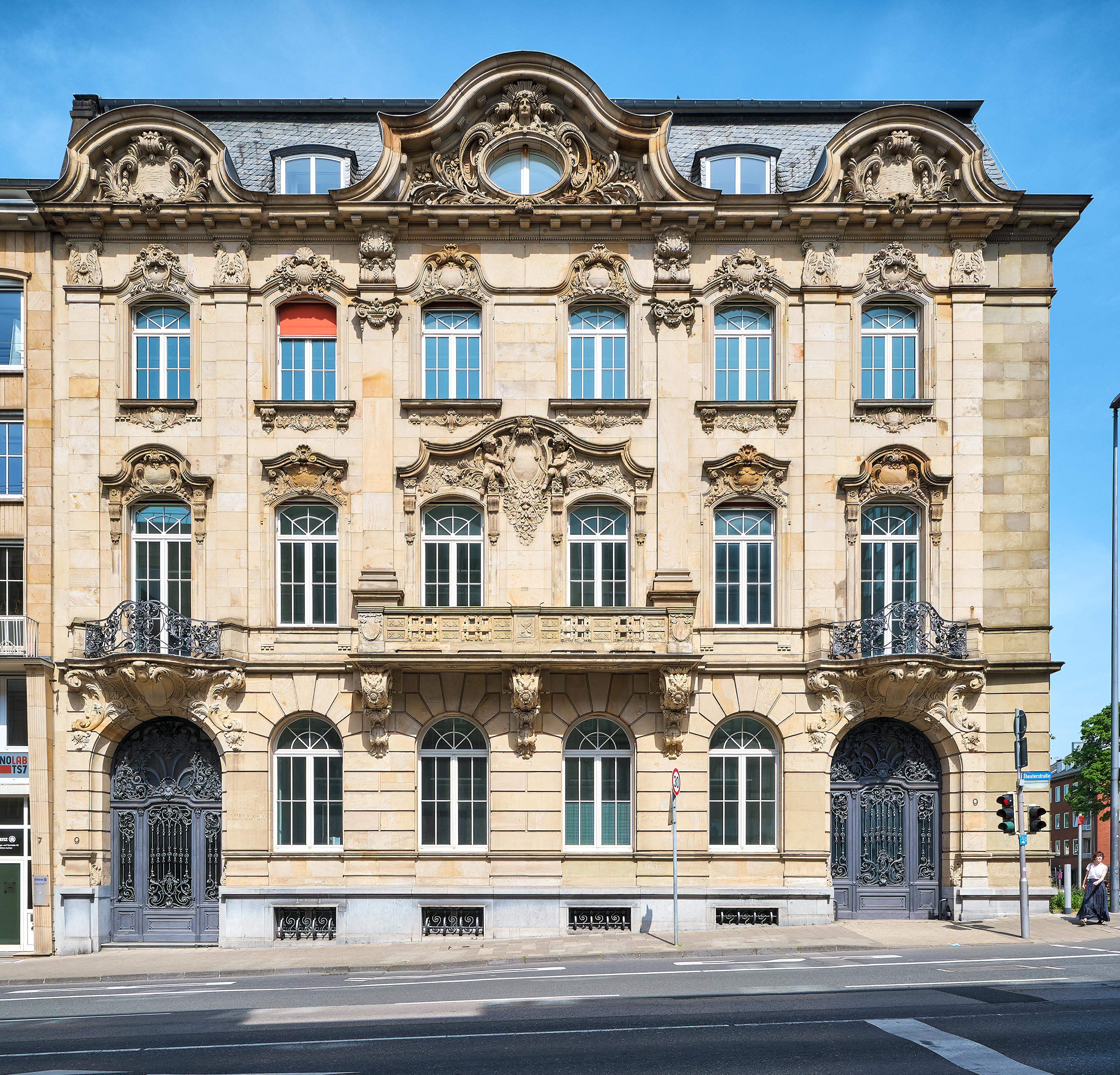
Bankhaus Suermondt
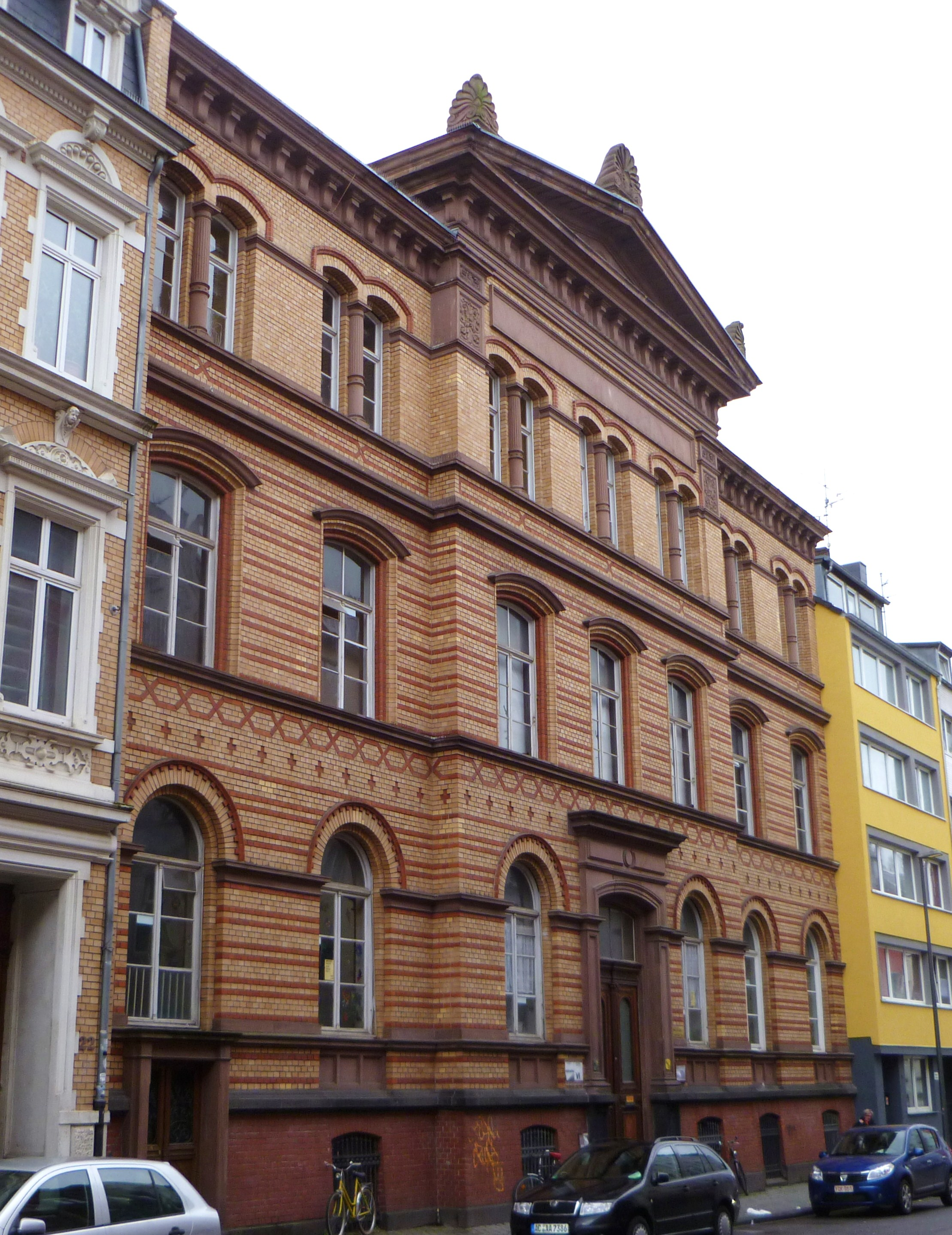
Ehemalige Augenheilanstalt

### Schriften
- Die neue Augenheilanstalt für den Regierungsbezirk Aachen. Den Teilnehmern an der Eröffnungsfeier gewidmet. Honnefeller, Aachen 1888.
- Aus meiner Praxis. Sammlung ausgeführter Bauten. Band 1: Ein Wohnhaus in Aachen. Selbstverlag, Aachen 1892.